# Mont-lès-Lamarche
Mont-lès-Lamarche ist eine französische Gemeinde mit 94 Einwohnern (1. Januar 2022) im Département Vosges in der Region Grand Est. Sie gehört zum Arrondissement Neufchâteau und zum Gemeindeverband Les Vosges côté Sud-Ouest. Die Bewohner werden Mont-Les-Lamarchois und Mont-Les-Lamarchoises genannt.

## Geografie
Die Gemeinde Mont-lès-Lamarche liegt etwa 22 Kilometer südwestlich von Vittel und etwa 52 Kilometer westsüdwestlich von Épinal im äußersten Südwesten der historischen Region Lothringen an der Grenze zum Département Haute-Marne. Das Fließgewässer Ruisseau de la Fontaine au Fer im 7,10 km² umfassenden Gemeindegebiet entwässert nach Südosten zur oberen Saône. Das im Gemeindegebiet entspringende Flüsschen Les Prés de l’Eau nimmt einen Umweg über die Apance zur Saône. Die höchste Erhebung im Gemeindegebiet bildet eine namenlose Höhe (489 m) im kommunalen Waldgebiet Bois de la Plaine in den nordwestlichen Monts Faucilles.
Zu Mont-lès-Lamarche gehören die Ortsteile und Weiler Les Fermes du Bois Brûlé und Le Pré des Vaux.
Nachbargemeinden von Mont-lès-Lamarche sind Lamarche im Norden, Isches im Osten und Südosten, Serqueux (Haute-Marne) im Südwesten sowie Larivière-Arnoncourt (Haute-Marne) im Nordwesten.

## Bevölkerungsentwicklung
| Jahr      | 1962 | 1968 | 1975 | 1982 | 1990 | 1999 | 2006 | 2014 | 2021 |
| --------- | ---- | ---- | ---- | ---- | ---- | ---- | ---- | ---- | ---- |
| Einwohner | 187  | 181  | 149  | 127  | 124  | 93   | 102  | 104  | 95   |

In den Jahren 1841 und 1846 wurde mit jeweils 504 Bewohnern die bisher höchste Einwohnerzahl ermittelt. Die Zahlen basieren auf den Daten von cassini.ehess und INSEE.

## Wappen
Das Gemeindewappen zeigt in Silber über einem grünen Dreiberg eine aufgeschnittene Granatapfelblüte an einem nach links gebogenen grünen Stängel mit Blättern. Der Dreiberg symbolisiert drei markante Hügel in der unmittelbaren Umgebung des Dorfes.

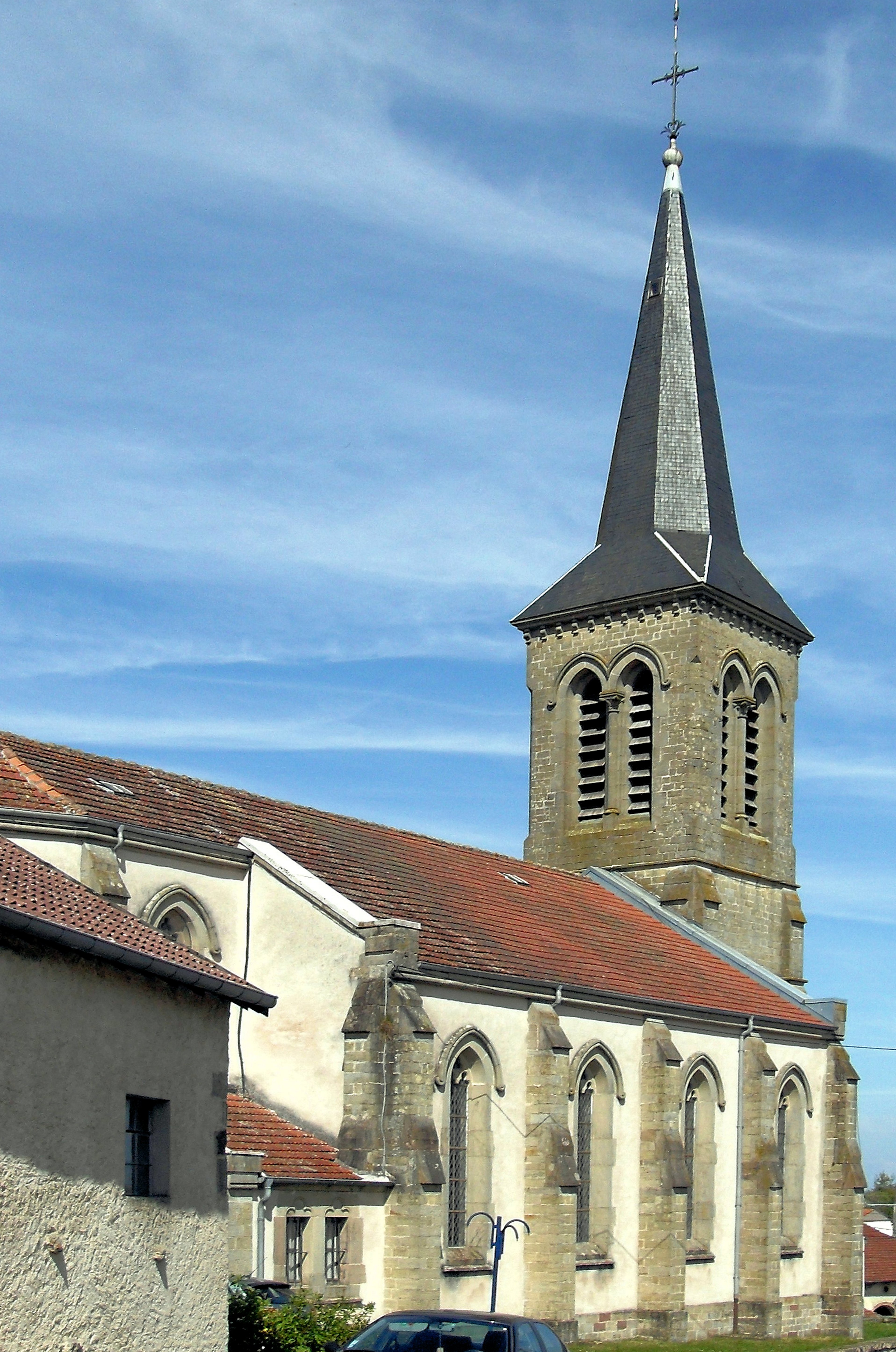
Kirche Mariä Himmelfahrt

## Sehenswürdigkeiten
- Kirche Mariä Himmelfahrt (Église de l’Assomption de Notre-Dame) aus dem 19. Jahrhundert in neogotischem Stil, anstelle eines romanischen Vorgängerbaues errichtet und umgeben von mehreren Statuen des Heiligen Sebastian und der Gottesmutter
- Monumentales Flurkreuz (Croix Saint-Sébastien)
- Reste einer Festung aus dem 15. Jahrhundert mit zwei runden und zwei quadratischen Ecktürmen, heute in privatem Besitz
- Calvaire aus dem 18. Jahrhundert
- Lavoir (ehemaliges öffentliches Waschhaus) aus dem 19. Jahrhundert
- Ehemaliges halboffenes Lavoir aus dem 18. Jahrhundert
- Mehrere Häuser aus dem 18. und 19. Jahrhundert mit Gewölben und Steinbänken

## Wirtschaft und Infrastruktur
In Mont-lès-Lamarche dominiert nach wie vor die Landwirtschaft, insbesondere die Milchviehhaltung, der sich sechs der elf Betriebe verschrieben haben.

### Verkehrsanbindung
Durch Mont-lès-Lamarche führt die Straße D 460A, die eine Verbindung von Lamarche nach Jussey herstellt. Weitere Straßenverbindungen bestehen nach Isches, Serécourt und Ainvelle. Der in der acht Kilometer entfernten Kleinstadt Lamarche gelegene Bahnhof liegt an der Bahnlinie von Nancy nach Culmont-Chalindrey, die von der TER Lorraine betrieben wird.